# Kükels
Kükels er en by og en kommune i det nordlige Tyskland, beliggende i Amt Leezen under Kreis Segeberg. Kreis Segeberg ligger i den sydøstlige del af delstaten Slesvig-Holsten.

## Geografi
Kommunen ligger ved sydbredden af Mözener See omkring 7 kilometer sydøst for Bad Segeberg.